# 胎内川ダム
胎内川ダム（たいないがわダム）は、新潟県胎内市、二級河川・胎内川水系胎内川に建設されたダム。高さ93メートルの重力式コンクリートダムで、洪水調節・不特定利水を目的とする、新潟県営の治水ダムである。

## 歴史
胎内市を流れる胎内川では、1949年（昭和24年）より中小河川改修事業が着手され、700立方メートル毎秒の洪水に耐えられる堤防が整備された。しかし、1966年（昭和41年）7月の水害により堤防が破られてしまい、これを契機として上流に治水ダムである胎内川ダムの建設が計画された。当初は想定される最大の洪水量（計画高水流量）を1,300立方メートル毎秒と見積もり、うち600立方メートル毎秒を胎内川ダムで洪水調節する計画であった。
そんな中、1967年（昭和42年）8月、新潟県下越地方から山形県にかけての地域を集中豪雨が襲った。これに端を発する災害は羽越水害と呼ばれ、胎内川流域である胎内市（当時・北蒲原郡中条町および黒川村）に大きな被害を及ぼした。河川の氾濫、土石流の発生により、住宅313棟が全壊もしくは半壊、6,000棟が床上もしくは床下浸水、死傷者は300人以上を数えた。胎内川上流に建設された水力発電所への被害も甚大であった。胎内川では新潟県企業局の胎内第一発電所・胎内第二発電所が1962年（昭和37年）までに完成し、合計最大1万4,600キロワットの電力を発生させていた。羽越水害の際には取水先である胎内第一ダムにおける24時間降水量がゆうに600ミリを超え、下流の胎内第二ダムともどもダムから水があふれ出る異常事態に陥り、発電所が水没してしまった。
羽越水害の後、胎内川の計画高水流量は2,100立方メートル毎秒へと大きく引き上げられ、胎内川ダム建設工事が着手された。1969年（昭和44年）度に調査を終え、同年度より道路整備工事を着工し、さらに1971年（昭和46年）にダム本体工事が着工、1976年（昭和51年）度に完成した。新潟県は同時期に加治川や、その支流・内の倉川においても、羽越水害を契機とする治水事業としてダムを建設している。特に加治川の加治川治水ダム（新発田市）は胎内川ダムによく似た外観が特徴である。
胎内川における河川整備事業はその後も胎内川総合開発事業として継続され、胎内第一ダムの上流に奥胎内ダムが建設された。奥胎内ダムは高さ82メートルの重力式コンクリートダムとして設計し、胎内川の計画高水流量である毎秒2,100立方メートルのうち奥胎内ダムで380立方メートル毎秒を、既存の胎内川ダムで490立方メートル毎秒を洪水調節する。1985年（昭和60年）に調査を開始し、2002年（平成14年）にダム本体工事を着工、2018年（平成30年）度に完成した。奥胎内ダムは洪水調節のほかに発電を目的とする多目的ダムであり、最大2,600キロワットの電力を発生する胎内第四発電所がダムに付設され、2019年（平成31年）より運転を開始した。

## 周辺
日本海東北自動車道・中条インターチェンジから国道7号（中条黒川バイパス）を北上。胎内川に架かる黒川大橋で右折し、新潟県道53号胎内二王子公園羽黒線を胎内川上流に向かって進む。胎内第二ダム・胎内第一発電所を過ぎると、胎内川ダムに着く。周辺は豪雪地帯であり、積雪により車道が通行不能に陥った際もダム管理所員の往来が可能なようにと、ヘリポートが設置されている。ダム天端は歩道になっており、左岸にはダムを見下ろす展望台がある。ダム直下には風倉発電所があり、ダムから放流される水を利用して最大2,000キロワットの電力を発生させている。ダム完成当時にはなかった設備であるが、水力発電は1970年代のオイルショックを契機にその価値が見直されており、本来治水ダムである胎内川ダムにも導入し、胎内川ダムを含む胎内市内の公共施設運営に必要な電力をまかなうことになった。風倉発電所の建設工事は1983年（昭和58年）に着工し、1985年（昭和60年）に完成。運転は胎内川の水力発電所と同様、新潟県企業局に委託し、年間発生電力量1,000万キロワット時の大台を運転開始以来維持し続けている。
胎内川ダムの上流には胎内第一ダムがあり、その付近には胎内川の源流・飯豊山地への登山の拠点として利用されている奥胎内ヒュッテがある。上流には奥胎内ダムが建築された。

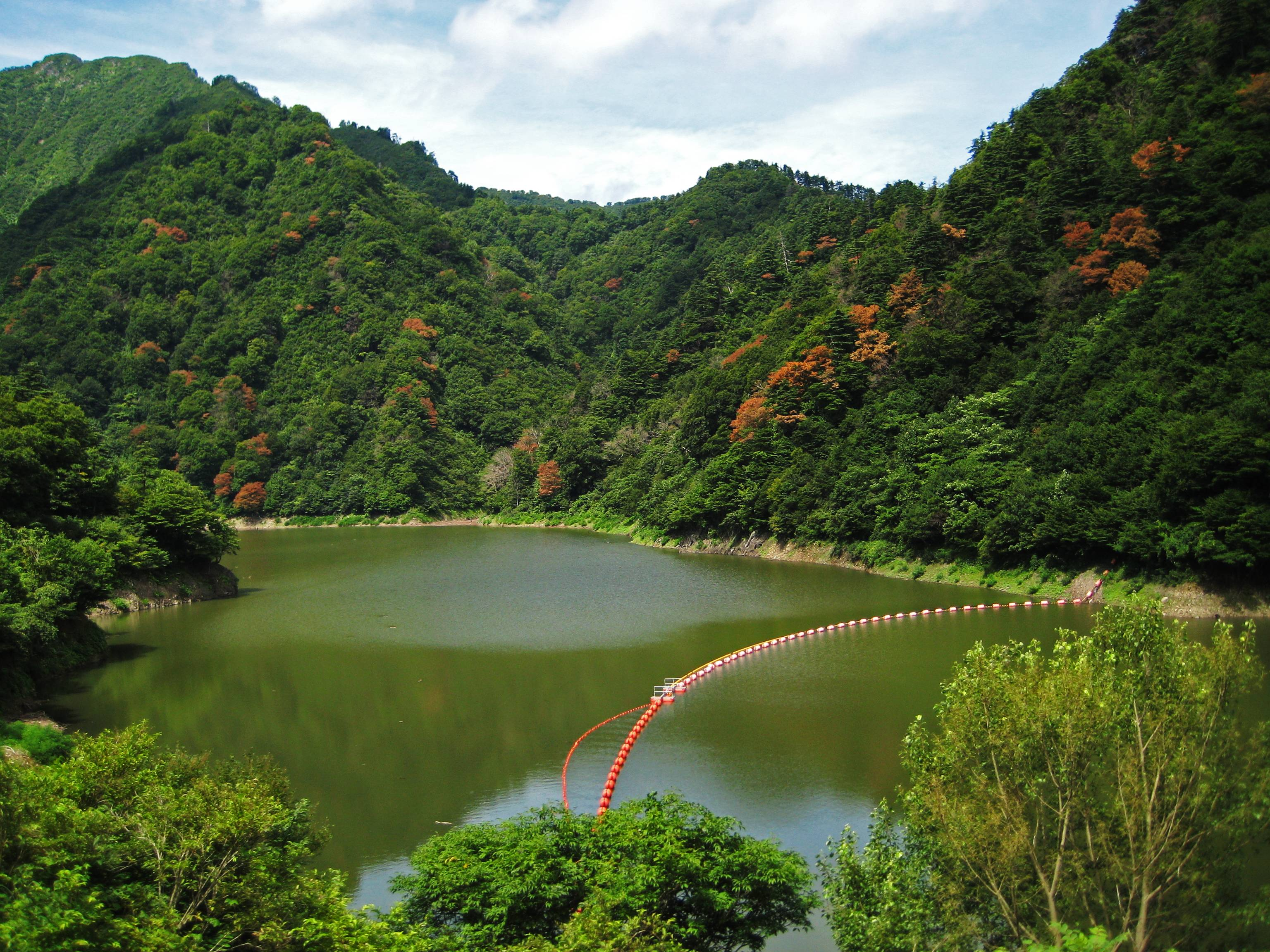
胎内川ダム湖
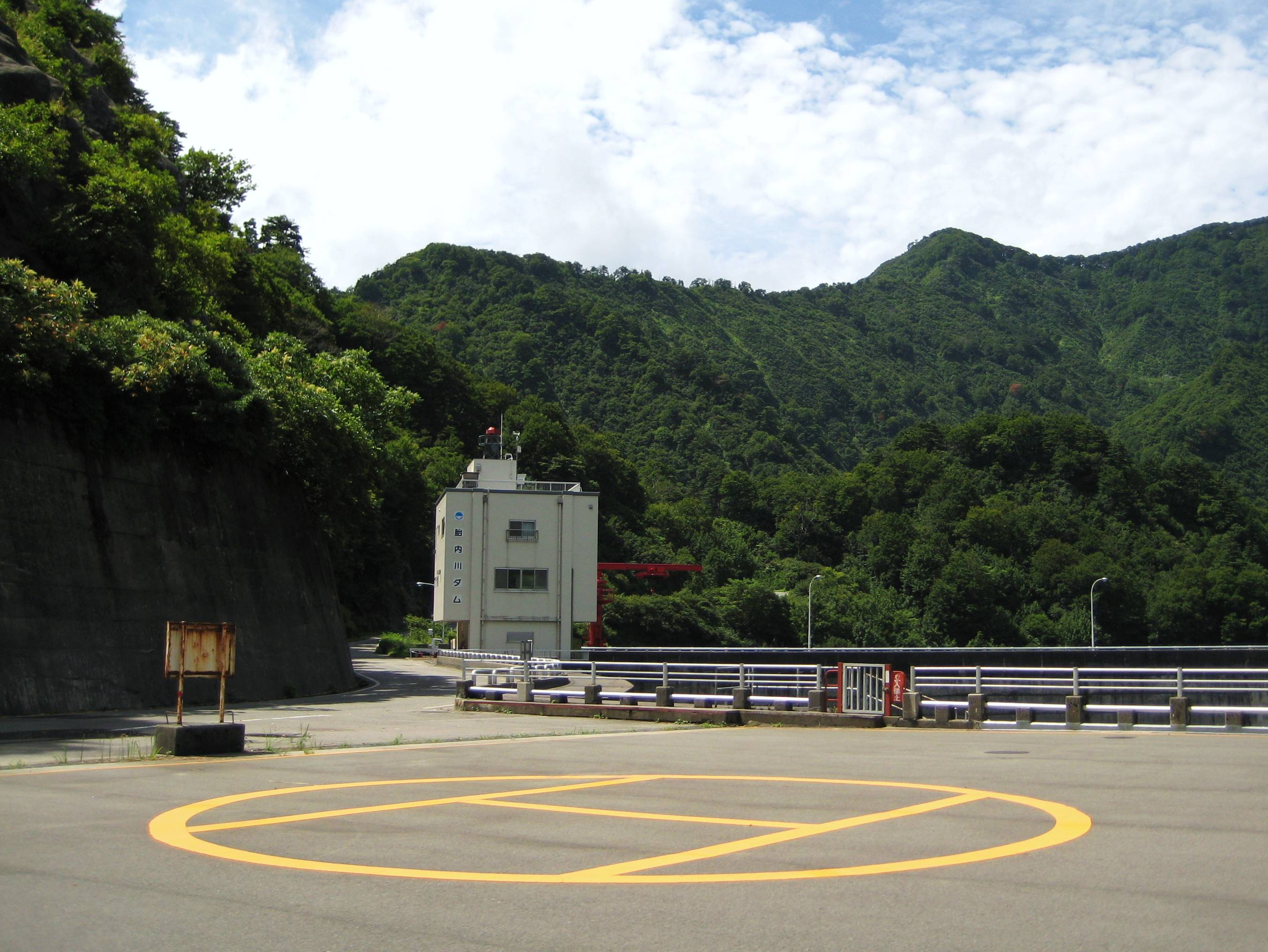
ヘリポート

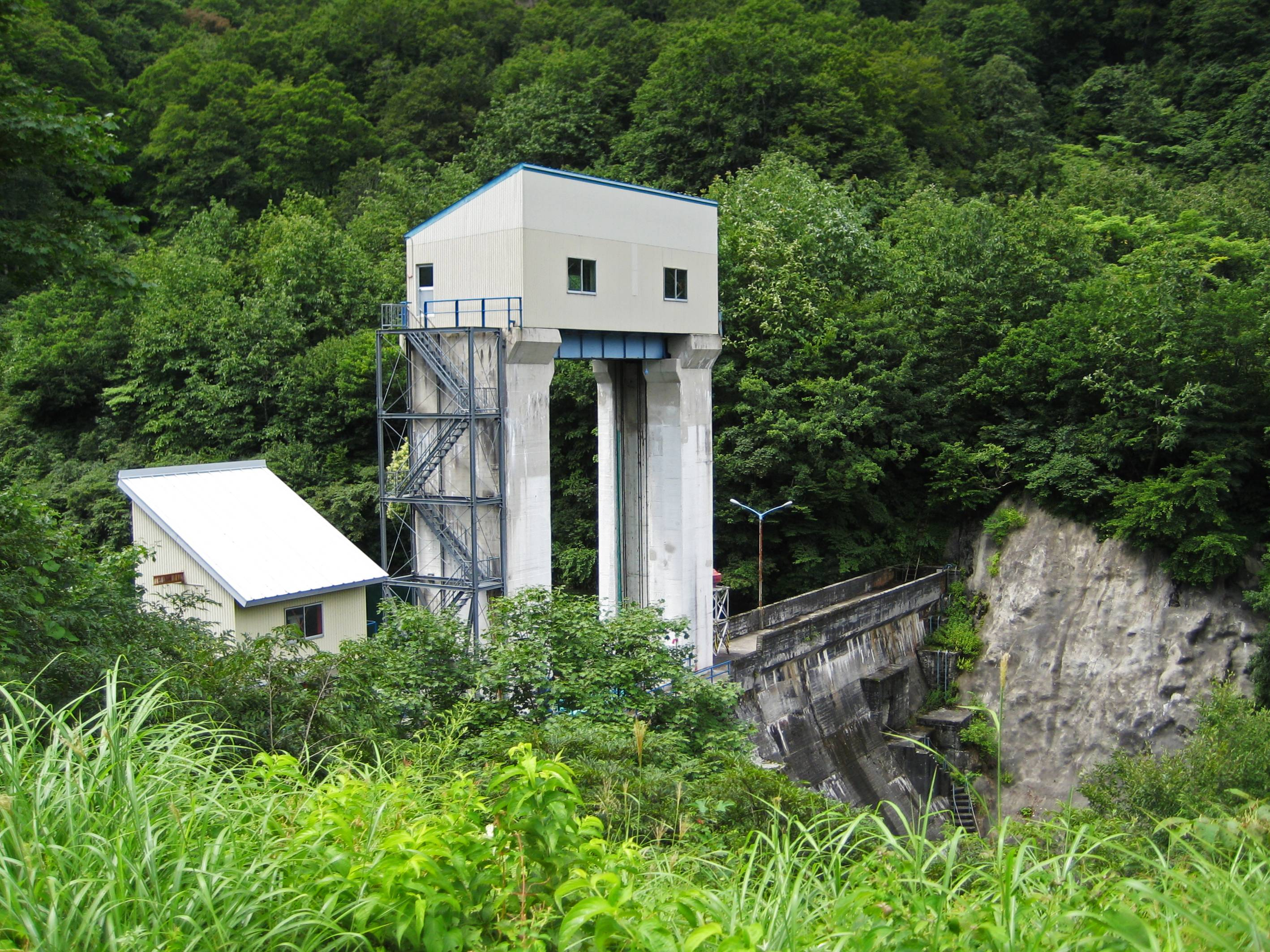
胎内第一ダム
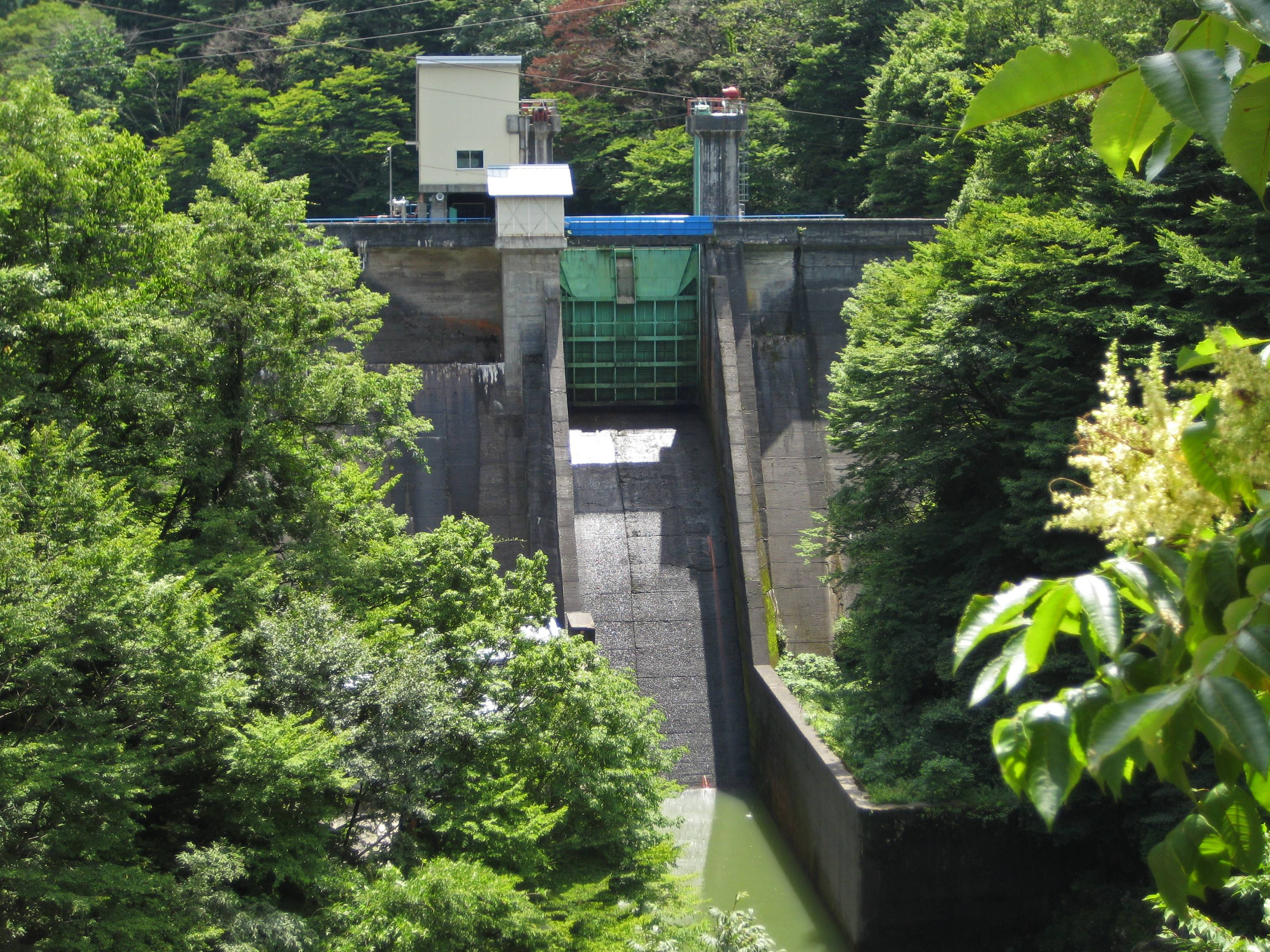
胎内第二ダム